# Bruno Galli-Valerio
Bruno Galli-Valerio (Lecco, 4 aprile 1867 – Losanna, 12 aprile 1943) è stato un patologo, igienista, batteriologo, alpinista e saggista italiano.

## Biografia
Trascorse la prima fase dell'infanzia a Lecco, dove il padre Ambrogio era funzionario dell'Intendenza di Finanza del Regno d'Italia. Nel lecchese il padre lo abituò fin da piccolo ad escursioni ed ascensioni in montagna. Da parte della madre, Emilia, arrivò invece la passione per la natura e gli animali che lo accomunava alla sorella.
Nel 1872 in seguito agli incarichi professionali del padre, la famiglia si trasferì per un breve periodo a Bergamo e poi nei pressi di Roma, in seguito a Napoli per tornare a Sondrio nel 1879.
Nel 1890 si laureò in Medicina veterinaria presso l'Università degli Studi di Milano e nel 1892 in Medicina all'Università di Losanna, nello stesso anno venne nominato professore di Patologia generale alla Scuola superiore di medicina veterinaria di Milano, cattedra che mantenne fino al 1897.
Fu assiduo frequentarore delle montagne valtellinesi, dal 1888 e per oltre 25 anni collaborò col settimanale "La Valtellina" con articoli che descrivevano escursioni, natura ma anche le condizioni di vita della popolazione locale.
Tra il 1886 e il 1887 collabora con Mario Cermenati alla pubblicazione del professor Angelo De Carlini, docente di Storia Naturale presso il Regio Liceo di Sondrio dal 1886 al 1888, intitolata Vertebrati della Valtellina, pubblicata a Milano dalla Tipografia Bernardoni di C. Rebeschini e C. nel 1888: un elenco di specie della fauna della Valle dell’Adda con informazioni sulla sua abbondanza e sulla sua distribuzione in quel territorio. Nell’introduzione ai Vertebrati della Valtellina il prof. Angelo De Carlini accenna a due giovani studenti, Mario Cermenati e Bruno Galli-Valerio, ed in particolare scrive Del Galli compiaccio altresì encomiare la lealtà ed il disinteresse, con cui spontaneamente mi aiutò nella compilazione di questo lavoro, che doveva in parte esser suo; si abbia dunque doppia e viva la riconoscenza mia (Angelo De Carlini,Vertebrati della Valtellina, 1888). Bruno Galli-Valerio e Mario Cermenati furono grandi naturalisti e scienziati nati entrambi a Lecco. Mario Cermenati fondò i Musei Civici di Lecco di cui fu il primo presidente.
Nel 1897 ottenne le cattedre di Parassitologia e di Medicina sperimentale e in seguito quella ordinaria di Batteriologia e Igiene all'Università di Losanna, nel corso della sua carriera accademica, pubblicò oltre 450 scritti su parassitologia, batteriologia, igiene e, marginalmente, zoologia e botanica.
Tra le sue pubblicazioni più divulgative vi sono "La guida medica dell'alpinista" (1893), una guida a diversi aspetti pratici dell'escursionismo in montagna e "Igiene operaia" (1906) destinato alle classi meno abbienti. Nel libro, scritto e pubblicato in francese, "Cols et sommets" (1911) raccoglie tutti gli scritti e le descrizioni delle sue traversate delle Alpi.
Di orientamento liberale, anticlericale e antimilitarista, nel 1915 sostenne tramite un pamphlet la necessità di mantenersi neutrali e difese la posizione dell'Austria-Ungheria. Ribadiva inoltre l'esigenza di mantenere la pace per arrivare alla formazione degli Stati Uniti d'Europa. La sua posizione venne pesantemente contestata dagli interventisti valtellinesi e lo stesso periodico "La Valtellina" interruppe la collaborazione. Galli-Valerio lasciò l'Italia per non mettervi mai più piede.
Stimato scienziato fece parte per quattro volte, nel 1913, 1925, 1930 e 1935 alla scelta dei candidati al premio Nobel per la medicina che nel 1927 venne vinto da Julius Wagner-Jauregg da lui nominato già nel 1925.
Morì a Losanna il 12 aprile 1943 nominando come erede il Canton Vaud, nel 1944 venne istituita la Fondation Bruno Galli-Valerio che con il nome di Institut  vétérinaire  et  laboratoire  de  recherches  Galli-Valerio opera con il servizio veterinario cantonale e l'università di Losanna.

## Opere
- 1893 - Guida medica per l'alpinista, Sondrio, Stab. Tip. Emilio Quadrio
- 1895 - Il microrganismo del cimurro
- 1896 - Manuale di parassitologia in tavole sinottiche, Milano
- 1897 - Immunità e resistenza alle malattie, Milano, Hoepli
- 1909 - Manuale di patologia generale comparata e sperimentale
- 1911 - Cols et Sommets. Ascensions et traversées dans les Alpes de la Valtine, des Grisons et du Tyrol.
- 1915 - Per la giustizia e per la neutralità Armata, Sondrio, Soc. Tip. Valtellinese